# Ghost Opera
Ghost Opera — восьмой полноформатный студийный альбом американской пауэр-метал-группы Kamelot, вышедший в 2007 году под лейблом SPV. Альбом вышел 1 июня в Германии, 4 июня в Европе и 5 июня в США. На песни «Ghost Opera», «The Human Stain», «Rule the World» и «Love You to Death» были сняты видеоклипы.

## Список композиций
1. «Solitaire» — 1:00
2. «Rule The World» — 3:40
3. «Ghost Opera» — 4:06
4. «The Human Stain» — 4:01
5. «Blücher» — 4:03
6. «Love You to Death» — 5:13
7. «Up Through the Ashes» — 4:59
8. «Mourning Star» — 4:37
9. «Silence of the Darkness» — 3:43
10. «Anthem» — 4:24
11. «EdenEcho» — 4:13

Бонусные композиции:
1. «The Pendulous Fall» — 4:00
2. «Season’s End» — 3:32 (на японском издании)

## The Second Coming
В 2008 году вышло двухдисковое переиздание альбома под названием Ghost Opera: The Second Coming. Помимо самого Ghost Opera на него вошли концертные клипы «The Human Stain» и «Memento Mori», снятые на выступлении Kamelot в Белграде, а также 10 композиций в живом исполнении, три бонусные песни с Ghost Opera и The Black Halo, а также ремикс «Rule the World».

### Список композиций
Диск 1
1. «Solitaire» — 1:00
2. «Rule the World» — 3:40
3. «Ghost Opera» — 4:06
4. «The Human Stain» — 4:01
5. «Blücher» — 4:03
6. «Love You to Death» — 5:13
7. «Up Through the Ashes» — 4:59
8. «Mourning Star» — 4:37
9. «Silence of the Darkness» — 3:43
10. «Anthem» — 4:24
11. «EdenEcho» — 4:13

Диск 2
1. «Solitaire [Live]» — 1:10
2. «Ghost Opera [Live]» — 4:06
3. «The Human Stain [Live]» — 4:15
4. «Mourning Star [Live]» — 4:30
5. «When the Lights Are Down [Live]» — 4:03
6. «Abandoned [Live]» — 4:15
7. «The Haunting (Somewhere in Time) (feat. Simone Simons) [Live]» — 4:33
8. «Memento Mori [Live]» — 9:08
9. «Epilogue [Live]» — 2:27
10. «March of Mephisto [Live]» — 4:49
11. «Season’s End» — 3:32
12. «The Pendulous Fall» — 3:57
13. «Epilogue» — 2:46
14. «Rule the World [Remix]» — 4:22

## Участники записи

### Группа
- Рой Хан — вокал
- Томас Янгблад — гитара
- Гленн Барри — бас-гитара
- Кейси Грилло — ударные
- Оливер Палотаи — клавишные

### Приглашённые музыканты
- Майкл Роденберг — оркестровки, клавишные
- Симоне Симонс — женский вокал на «Blücher», «Season’s End» и «The Haunting (Somewhere in Time)» [live]
- Аманда Сомервилль — женский вокал на «Mourning Star», «Love You to Death» и «Ghost Opera»
- Саша Пайет — гитара
- Хор — Аманда Сомервилль, Томас Реттке, Роберт Хенекке-Риззо и Синтия Риззо